# Streptocarpus subscandens
Streptocarpus subscandens là một loài thực vật có hoa trong họ Tai voi. Loài này được (B.L. Burtt) I. Darbysh. mô tả khoa học đầu tiên năm 2006.